# Nous sommes l'énergie pour renouveler Santa Cruz
Nous sommes l'énergie pour renouveler Santa Cruz (en espagnol : Somos Energía para Renovar Santa Cruz ; abrégé en SER Santa Cruz ou SER) est un parti politique provincial argentin d'orientation majoritairement péroniste, actif dans la province de Santa Cruz et dirigé par le dirigeant du syndicat des travailleurs du pétrole privé de Santa Cruz, Claudio Vidal. Il est fondé en juin 2019 pour soutenir la candidature de Vidal à la fonction de gouverneur aux élections provinciales sous la liste (lema) du Front de tous. À l'issue du scrutin Vidal obtient 26,24% des suffrages exprimés et la liste 58,59% des voix. Le parti intègre par la suite le Front de tous (FdT) pour les élections législatives de la même année.
Le parti se sépare du FdT avant les élections législatives de 2021 de mi-mandat, au cours desquelles il présente Vidal comme premier candidat au poste de député. Ce dernier arrive deuxième lors des primaires, ouvertes, simultanées et obligatoires, derrière Ensemble pour le changement, la principale coalition d'opposition à l'échelle nationale. Lors des élections législatives, SER réussi à devenir la deuxième force politique de la province et relègue le parti au pouvoir à la troisième place. Ensemble pour le changement accuse Vidal d'agir comme un prétendu opposant au gouvernement provincial de manière fonctionnelle par rapport au gouvernement national, et que son véritable objectif est de diviser le vote de l'opposition et d'empêcher Ensemble pour le changement d'obtenir deux des trois sièges en jeux dans la province.
Après les élections, Vidal conclu un accord avec Felipe Álvarez, député de La Rioja élu par Ensemble pour le changement en 2019, pour former le groupe parlementaire « Nous sommes l'énergie pour renouveler ».
Aux élections provinciales de 2023, Claudio Vidal est élu gouverneur de Santa Cruz avec la formule « Pour Santa Cruz ». Le SER remporte le poste de gouverneur pour la première fois, mettant ainsi fin au kirchnérisme après 32 ans.

## Représentants au Congrès de la Nation
Députés nationaux
| Groupe Pour Santa Cruz Président : Sergio Acevedo | Groupe Pour Santa Cruz Président : Sergio Acevedo | Groupe Pour Santa Cruz Président : Sergio Acevedo | Groupe Pour Santa Cruz Président : Sergio Acevedo | Groupe Pour Santa Cruz Président : Sergio Acevedo |
| Portrait                                          | Nom                                               | Province                                          | Mandat                                            | Mandat                                            |
| Portrait                                          | Nom                                               | Province                                          | Début                                             | Fin                                               |
| ------------------------------------------------- | ------------------------------------------------- | ------------------------------------------------- | ------------------------------------------------- | ------------------------------------------------- |
|                                                   | Sergio Acevedo (es)                               | Santa Cruz                                        | 2021                                              | 2025                                              |
|                                                   | José Luis Garrido                                 | Santa Cruz                                        | 2023                                              | 2027                                              |

Sénateurs nationaux
| Groupe Pour Santa Cruz Président : José María Carambia | Groupe Pour Santa Cruz Président : José María Carambia | Groupe Pour Santa Cruz Président : José María Carambia | Groupe Pour Santa Cruz Président : José María Carambia | Groupe Pour Santa Cruz Président : José María Carambia |
| Portrait                                               | Nom                                                    | Province                                               | Mandat                                                 | Mandat                                                 |
| Portrait                                               | Nom                                                    | Province                                               | Début                                                  | Fin                                                    |
| ------------------------------------------------------ | ------------------------------------------------------ | ------------------------------------------------------ | ------------------------------------------------------ | ------------------------------------------------------ |
|                                                        | Natalia Elena Gadano                                   | Santa Cruz                                             | 2023                                                   | 2029                                                   |

## Résultats électoraux

### Gouverneur de Santa Cruz
| Année | Ticket             | Ticket            | Sous-liste                                       | Liste           | Sous-liste | Sous-liste | Liste  | Liste | Résultat |
| Année | Gouverneur         | Vice-gouverneur   | Sous-liste                                       | Liste           | Voix       | %          | Voix   | %     | Résultat |
| ----- | ------------------ | ----------------- | ------------------------------------------------ | --------------- | ---------- | ---------- | ------ | ----- | -------- |
| 2019  | Claudio Vidal (es) | Mijael Harasic    | Nous sommes l'énergie pour renouveler Santa Cruz | Front de tous   | 24 625     | 26,24      | 93 846 | 58,59 | Pas élu  |
| 2023  | Claudio Vidal (es) | Fabián Leguizamón | Santa Cruz peut                                  | Pour Santa Cruz | 54 831     | 71,50      | 76 692 | 46,59 | Élu      |

### Législature de Santa Cruz
| Année | Province | Province | Province | Municipalité | Municipalité | Municipalité | Total   |
| Année | Voix     | %        | Sièges   | Voix         | %            | Sièges       | Total   |
| ----- | -------- | -------- | -------- | ------------ | ------------ | ------------ | ------- |
| 2019  | 19 530   | 13,71    | 1 / 10   | 2 797        | 1,88         | 0 / 14       | 1 / 24  |
| 2023  | 62 296   | 42,85    | 4 / 10   | 65 201       | 42,97        | 7 / 14       | 11 / 24 |

### Députés nationaux
| Année | Voix   | %     | Sièges | Total | Notes                                |
| ----- | ------ | ----- | ------ | ----- | ------------------------------------ |
| 2019  | 96 658 | 62,13 | 0 / 2  | 0 / 5 | Parti de la coalition Front de tous. |
| 2021  | 46 633 | 28,25 | 1 / 3  | 1 / 5 | Sans alliance.                       |
| 2023  | 55 430 | 45,00 | 1 / 2  | 2 / 5 | Sans alliance.                       |

### Sénateurs nationaux
| Année | Voix   | %     | Sièges | Notes          |
| ----- | ------ | ----- | ------ | -------------- |
| 2023  | 58 500 | 46,11 | 2 / 3  | Sans alliance. |